# Біота східна (Ф.пірамідальна)
Біота східна (Ф. пірамідальна) — ботанічна пам’ятка природи місцевого значення в місті Кам'янець-Подільський Хмельницької області. 

## Опис
Пам'ятка природи являє собою дерево біоти східної (форма пірамідальна), що росте в місті Кам'янець-Подільський за адресою: вул. |Павла Скоропадського, 2 (до перейменування — вул. Суворова).  

## Охорона
Статус ботанічної пам’ятки природи місцевого значення надано рішенням Хмельницького облвиконкому № 156 від 11 червня 1970 року.  

## Галерея

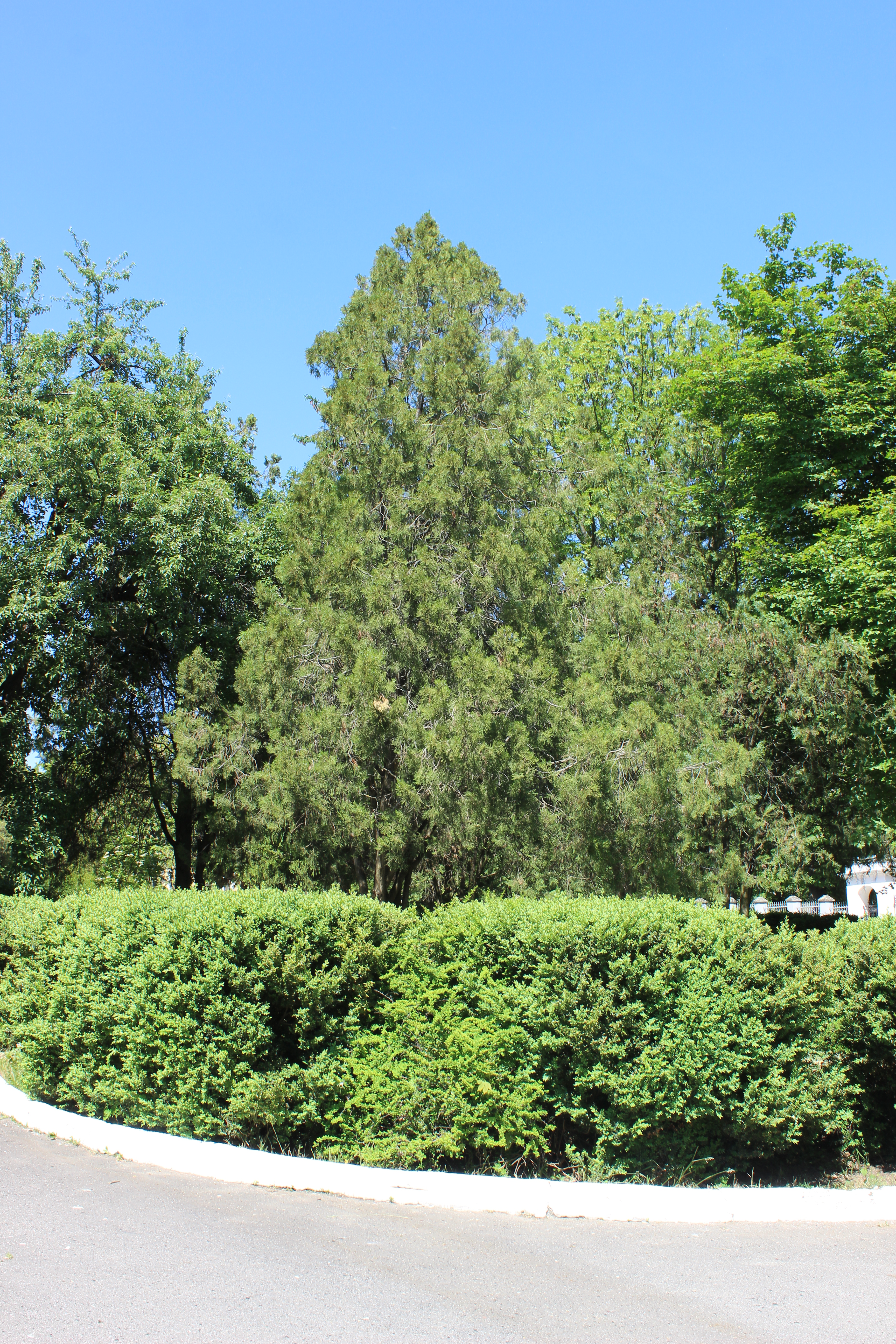
Біота східна, загальний вигляд